# فیرل
فیرل (به آلمانی: Firrel) یک شهر در آلمان است که در Hesel واقع شده‌است. فیرل ۸۴۱ نفر جمعیت دارد.